# Neuropsychopharmacology
Neuropsychopharmacology — це щомісячний рецензований науковий журнал, видавництва Nature Portfolio (Springer Nature), що присвячений нейропсихофармакології.
Neuropsychopharmacology був заснований у 1987 році та є офіційним виданням Американського коледжу нейропсихофармакології. Журнал охоплює всі аспекти нейропсихофармакології, включно з клінічними та фундаментальними науковими дослідженнями мозку та поведінки, властивостями агентів, що діють на центральну нервову систему, а також орієнтацією на розробку ліків.

## Цілі та сфера діяльності
Neuropsychopharmacology зосереджується на клінічних та фундаментальних наукових дослідженнях, які покращують наше розуміння мозку та поведінки, особливо у зв’язку з молекулярними, клітинними, фізіологічними та психологічними властивостями агентів, що діють у центральній нервовій системі, та визначенням нових молекулярних мішеней для розробка препаратів нового покоління. Хоча перевага надається оригінальним звітам, редакція запрошує міні-огляди та перспективи. З огляду на міждисциплінарний характер галузі, особлива увага приділяється:
- дослідження, які просувають біологічні основи нормальної та патологічної поведінки;
- природа, етіологія та патофізіологія нервово-психічних розладів;
- біологічно релевантні аспекти епідеміології, діагностики та лікування цих розладів;
- і основні механізми, за допомогою яких психофармакологічні агенти здійснюють свою дію.

## Реферування та індексування
Журнал реферується та індексується за:
- BIOSIS Previews[3]
- CAB Abstracts[4]
- Chemical Abstracts Service[5]
- Current Contents/Life Sciences[3]
- EBSCO Information Services[6]
- Embase[7]
- Index Medicus/MEDLINE/PubMed[8]
- PASCAL (database)[6]
- PsycINFO[9]
- Science Citation Index Expanded[3]
- Scopus[10]

Відповідно до Journal Citation Reports, імпакт-фактор журналу на 2021 рік становить 8,294.